# Iker Galartza
Iker Galartza Larrainaga (Amézqueta, Guipúzcoa, 17 de mayo de 1977) es un actor y guionista español. Junto con Iñaki Odriozola conformaba el duo de payasos "Poxpolo y Mokolo" entre 1996 y 2009. Desde 2006 hasta 2011 y nuevamente desde 2015 trabajó en el programa de humor Vaya semanita, con el que alcanzó cierta fama como actor, además de hacer equipo con los actores del mismo programa Javier Antón y Diego Pérez.
En el teatro "Poxpolo ta Konpainia" y también como profesor en el colegio Hirukide Eskolapioak de Tolosa (Guipúzcoa) enseñando a jóvenes sobre la radio. Ha participado en los programas de humor Irrikitown y Kontrako Eztarria, de ETB1.
En 2017 fundó el circo itinerante "Gure Zirkua", girando por todo el País Vasco y superando en 2023 las 700 actuaciones.

## Filmografía

### Actor
- Goenkale (1994)
- Vaya semanita (2006-2013/2015-2016/2020-Actualidad) como varios personajes
- Euskolegas (2009) como Pruden Fournier
- Irrikitown (2012-Actualidad) como varios personajes
- Allí abajo (2015-2019) como Peio
- 3txulo (2016-presente) como 2ttor (Bittor)
- Historias de Alcafrán (2020) como Salvador
- Irabazi arte (2021) como Ignacio Larrañaga (Larra)

### Guionista
- Goenkale eta rango sua (1994).

## Teatro
- Almazenean (2023- actualidad).
- Lehendakari gaia con Zuhaitz Gurrutxaga.
- Gure Zirkua (2017- actualidad).
- Poxpolo eta Mokolo pailazoak (1995-2016).
- Erreleboa (Txalo teatroa), "reten" de Ernesto Caballero, junto a Joseba Usabiaga. 1º Premio Jornadas de Teatro Vasco (2006).
- Bota Patza (Txalo teatroa). Junto a Joseba Usabiaga, también escrito por Iker Galartza y Joseba Usabiaga. 1º premio jornadas de teatro vasco (2008).
- Ate Joka (Txalo teatroa) - La extraña pareja, junto a Joseba Usabiaga y Sara Cozar (2010).
- Hil arte bizi (Txalo), con Joseba Usabiaga y Sara Cozar (2012).
- Gauerdian, con Itziar Atienza.
- Ondoko tipoa, con Aitziber Garmendia.